# 라퀼라도
라퀼라도(이탈리아어: Provincia dell'Aquila)은 이탈리아 아브루초주의 도이다. 도청 소재지는 라퀼라이다. 면적은 5,034 km2, 인구는 297,592(2001)이다.